# Gai Atili Règul Serrà
Gai Atili Règul Serrà (en llatí: Gaius Atilius M. f. M. n. Regulus Serranus) va ser un magistrat romà. Formava part de la gens Atília.
Va ser elegit cònsol per primer cop l'any 257 aC amb Gneu Corneli Blasió i va fer la guerra als cartaginesos, derrotant la flota enemiga a les illes Lipari encara que patint considerables pèrdues. Va ocupar Lipara i també l'illa de Malta que va assolar. Quan va tornar a Roma va rebre els honors del Triomf naval.
Règul va ser cònsol per segona vegada l'any 250 aC amb Luci Manli Vulsó Llong, i després de la victòria de Metel a Panorm es va decidir enviar als cònsols a Sicília amb un exèrcit de quatre legions i 200 vaixells. Règul i el seu col·lega van assetjar Lilibèon, la principal plaça cartaginesa, però no la van poder conquerir i les naus van quedar desfetes per una tempesta. Després de perdre molts homes van haver de limitar-se a bloquejar la ciutat.
Aquest Règul és el primer que va portar el cognomen Serrà, que després van heretar els seus descendents.